# Марк Кукуреља
Марк Кукуреља Сасета (шп. Marc Cucurella Saseta; Алења, 22. јул 1998) професионални је шпански фудбалер који тренутно игра у енглеској Премијер лиги за Челси и репрезентацију Шпаније на позицији левог бека.

## Каријера
Кукуреља је рођен у Алели, Барселона, Каталонија. Почео је да игра футсал са ФС Алелом пре него што се придружио омладинским тимовима Еспањола 2006. Године 2012. је прешао у Барселону. Дана 26. новембра 2016. године, док је још био јуниор, дебитовао је за сениоре са резервама почевши од 4-0 на домаћем терену над Л'Оспиталеом у лиги Б.
Кукуреља је допринео са 17 наступа за тим, постигавши промоцију у следећу вишу лигу преко плеј-офа. Дана 7. јула 2017. обновио је уговор до 2021, уз клаузулу од 12 милиона евра. Професионални деби имао је 1. септембра, почевши од 2-2 у гостима против Гранаде. Дебитовао је у првом тиму 24. октобра, ушао је као замена за Лукаса Диња у гостујућој победи у Купу Краља од 3-0 против Реал Мурсије. Постигао је свој први сениорски гол за Барселону Б 17. марта 2018, изједначивши ремијем на гостовању Лорци.
Дана 31. августа 2018, Кукуреља је позајмљен другом клубу из Ла лиге Еибар, на годину дана уз откупну клаузулу од 2 милиона евра. Дебитовао је у врху лиге 25. септембра у поразу од Еспањола резултатом 1:0. Појавио се као једна од осам промена менаџера Жозеа Луиса Мендилибара, а похвалио га је новинар Марца Андер Барозо упркос резултату. Постигао је свој први гол у Ла Лиги последњег дана сезоне, 9. маја 2019. године, отварајући резултат ремијем 2–2 код куће против свог матичног клуба.
На крају позајмице, Еибар је искористио његову клаузулу, чиме је постао стални играч баскијског тима; заједно са трансфером, Барселона је додала опцију откупа од 4 милиона евра. Дана 16. јула 2019, након само шеснаест дана као стални играч Еибара, ова клаузула је активирана, да би два дана касније био позајмљен Хетафеу за предстојећу сезону, уз опцију куповине за 6 милиона евра и 40 % преосталих права Барселони.
Кукуреља је дебитовао у Европи 19. септембра 2019. као замена за Кенедија у победи на домаћем терену над Трабзонспором резултатом 1:0 у групној фази УЕФА Лиге Европе. Одиграо је осам утакмица, која је завршена 11 месеци касније са укупним поразом од 2-0 од Интера из Милана у 16 финала.
Хетафе је 3. марта 2020. покренуо своју опцију куповине за 6 милиона евра, што га више не повезује са Барселоном. Клуб је у потпуности искористио своју опцију куповине 30. јуна. исте године.
Дана 31. августа 2021, Кукуреља се придружио клубу Премијер лиге Брајтон Хов Албион на петогодишњи уговор. Дебитовао је за Брајтон 11. септембра, почевши и одигравши 82 минута пре него што је замењен у гостујућој победи над Брентфордом од 1:0. Осам дана касније, дебитовао је код куће, одигравши целу победу од 2–1 над Лестер Ситијем. Његова асистенција је допринела да Дени Велбек изједначи главом у додатном времену, завршивши резултатом 1–1 на гостовању Челсију 29. децембра. Дана 7. маја 2022. постигао је свој први гол за клуб; постигао је другу од 4-0 победе над Манчестер јунајтедом тако што је погодио Леандро Тросард у повратку. Три дана касније, на крају клупских награда, Кукурела је освојио награду за најбољег играча сезоне, као и за најбољег играча сезоне.
Дана 5. августа 2022, Кукуреља је потписао шестогодишњи уговор за клуб из Премијер лиге Челси. Извештава се да је накнада вредела почетних 55 милиона фунти, са потенцијалним порастом на 62 милиона фунти у додацима, што је била рекордна накнада коју је добио Брајтон. Дана 6. августа је дебитовао као замена у победи од 1:0 у гостима против Евертона у Премијер лиги.